# شهرستان اوست-آباکانسکی
شهرستان اوست-آباکانسکی (به لاتین: Ust-Abakansky District) یک شهرستان در روسیه است که در خاکاسیا واقع شده‌است.